# Matthias Stom

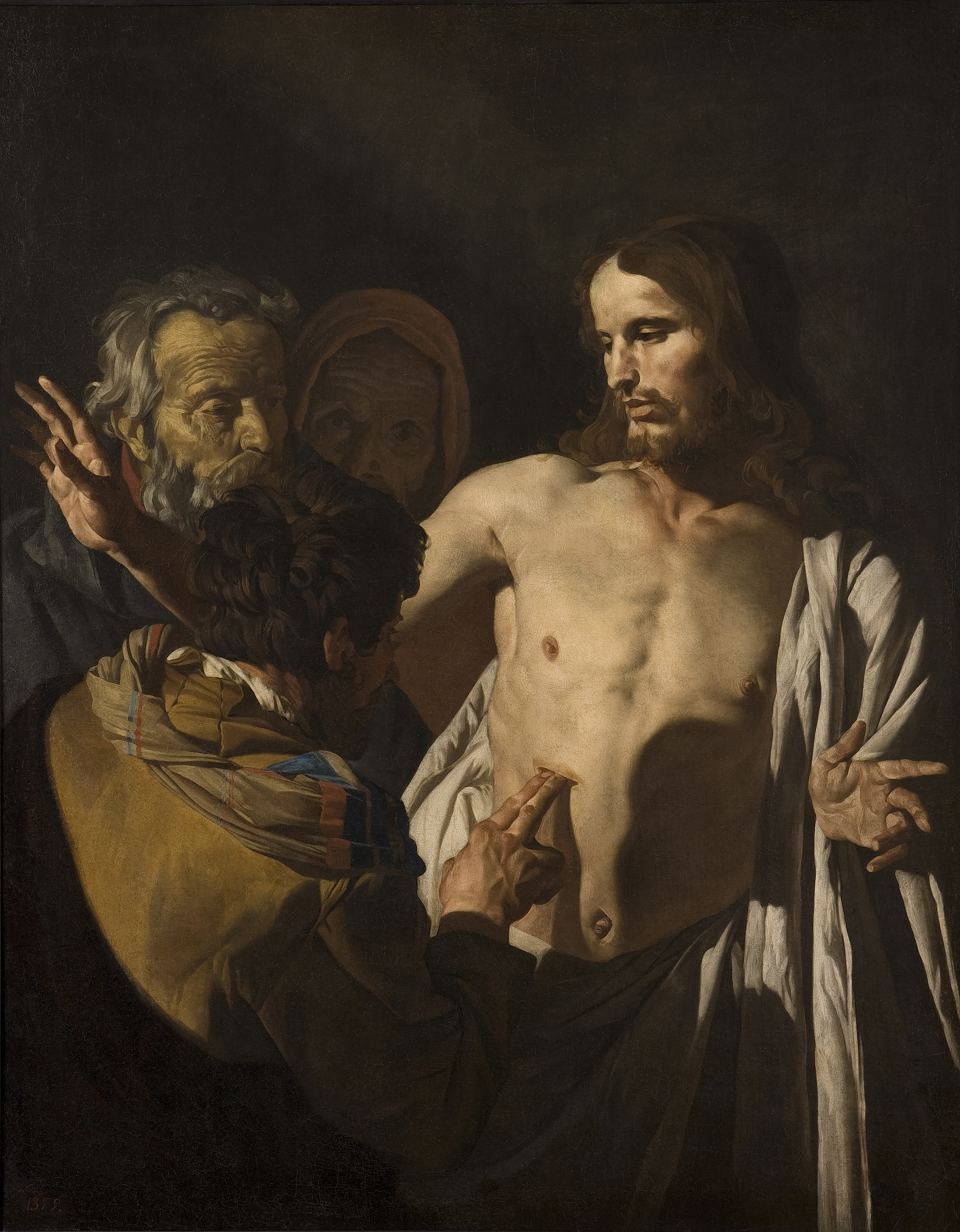
La incredulidad de santo Tomás, óleo sobre lienzo, 125 x 99 cm, Madrid, Museo del Prado.

Matthias Stom, alguna vez llamado Matthias Stomer (h. 1600-h. 1650) fue un pintor holandés, o posiblemente flamenco, que sólo es conocido por las obras que realizó durante su residencia en Italia.  Pintor de estilo tenebrista, se vio influido por la obra de los seguidores no italianos de Caravaggio en Italia, en particular por sus seguidores holandeses, a menudo denominados la Escuela caravaggista de Utrecht, así como por Jusepe de Ribera y Pedro Pablo Rubens.
 No compartía la preferencia de los otros caravaggistas del norte por las escenas de género humorísticas, y a veces escabrosas, y las elaboradas alegorías decorativas, sino que prefería las historias de la Biblia. Trabajó en varios lugares de Italia, donde gozó del patrocinio de instituciones religiosas y de destacados miembros de la nobleza.
Mientras que en el pasado se solía referir al artista como Stomer, ahora se cree que su nombre real era Stom, ya que éste es el nombre que utilizaba como firma. Anteriormente se sugirió que su nombre "Stom", que significa "mudo" en holandés, se le dio al artista como apodo, suponiendo que padecía esta discapacidad. Sin embargo, no hay pruebas de esta tesis.

## Biografía
Se conocen pocos datos seguros de su vida. Su lugar de nacimiento no está documentado y no se puede determinar con certeza. El historiador de arte holandés G.J. Hoogewerff escribió en 1942 que el artista había nacido en Amersfoort, cerca de la ciudad de Utrecht. La fuente de esta afirmación de Hoogewerff es desconocida e inencontrable. Los archivos municipales de Amersfoort no registran ningún Stom.

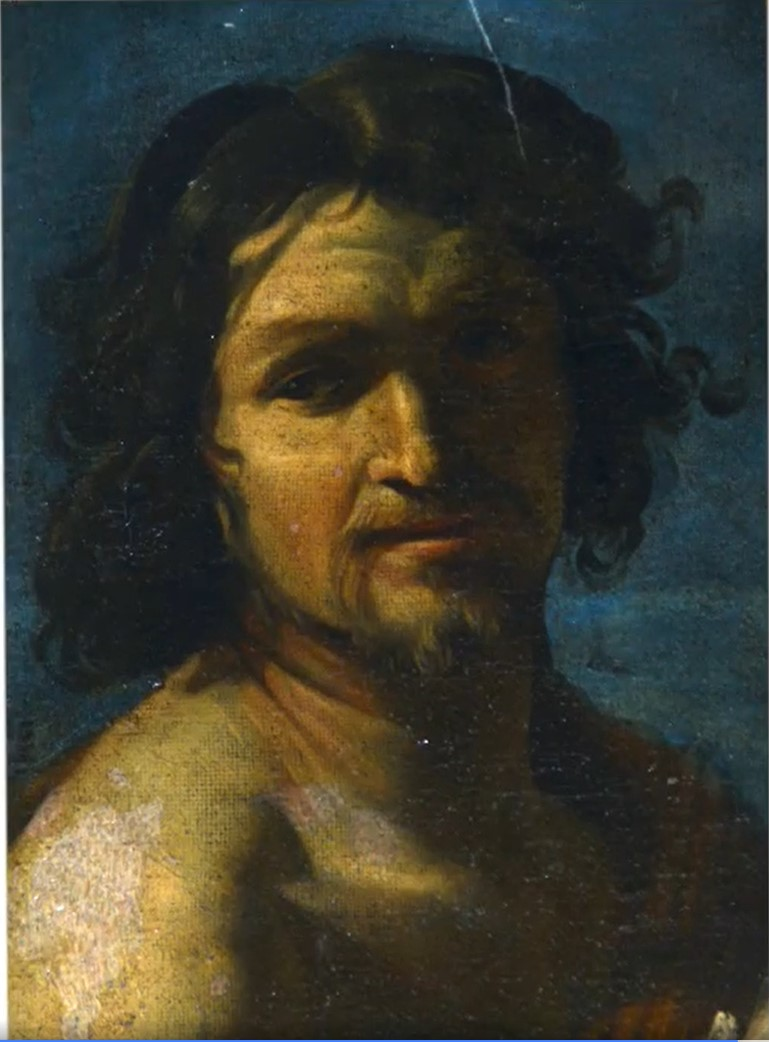
San Sebastián, posiblemente un autorretrato de Stomer (detalle de la Asunción de la Virgen con tres santos)

Tradicionalmente se creía que era un alumno de Gerrit van Honthorst, sobre todo por la cercanía de su estilo. Sin embargo, el propio van Honthorst no regresó de Italia a su ciudad natal, Utrecht, hasta 1620. Es poco probable que Stom se embarcara en un aprendizaje con van Honthorst cuando ya tenía 20 años. Esto deja abierta la posibilidad de que Stom recibiera una formación complementaria en el taller de van Honthorst después de haberse formado inicialmente en otro lugar. Otra posibilidad es que se formara con Hendrick ter Brugghen, otro destacado caravaggista de Utrecht, que había regresado de Italia en 1614, o con otros pintores como Joachim Wtewael, Paulus Moreelse o Abraham Bloemaert. No existen pruebas documentales que demuestren el aprendizaje de Stom. Si Stom era de hecho flamenco, el estilo de su obra, que muestra vínculos con la pintura flamenca de principios del siglo XVII, podría apuntar a una formación en el sur de los Países Bajos, posiblemente con el caravaggista de Amberes Abraham Janssens. No existe ninguna prueba documental que respalde dicha formación.

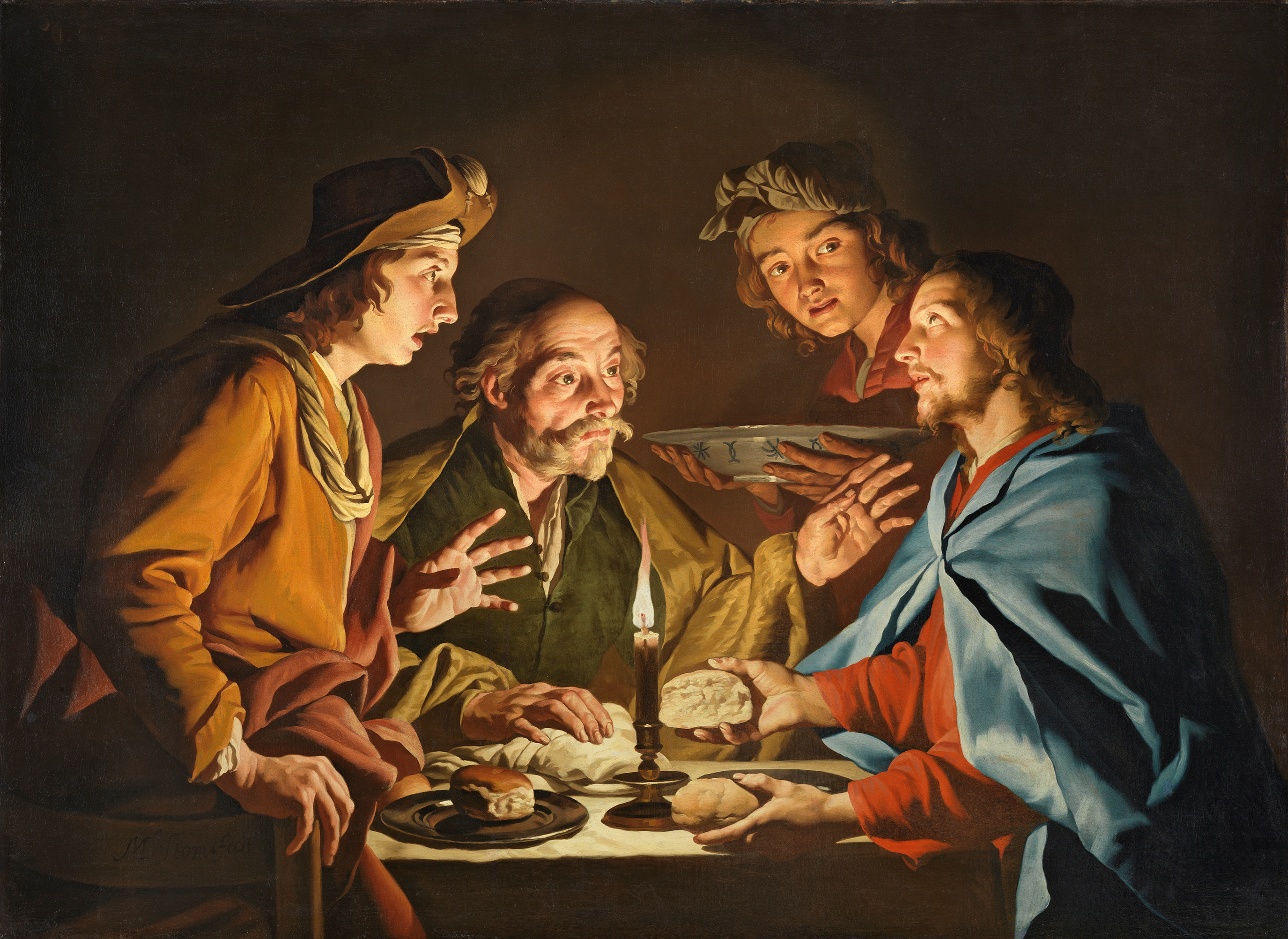
La cena de Emaús, óleo sobre lienzo, 111,8 x 152,4 cm, Madrid, Museo Thyssen-Bornemisza.

Los primeros datos documentales sobre Stom datan de 1630, cuando un "Mattheo Stom, fiamengo pittore, di anni 30" (Matías Stom, pintor flamenco de 30 años), fue registrado viviendo con el pintor francés Nicolas Provost en la Strada dell'Olmo, en Roma.  De la época romana data el gran retablo de la Asunción de la Virgen con tres santos (actualmente en la iglesia de Santa María de Lorino, en la ciudad de Chiuduno, cerca de Bérgamo, en Lombardía).  El cuadro fue adquirido al pintor Andrea Sacchi en Roma y llegó a la iglesia parroquial en 1653. Según algunos historiadores del arte, la figura de San Sebastián es un autorretrato del artista.
De Roma pasó a Nápoles. Parece que sus características escenas a la luz de las velas con medias figuras, con su característica combinación de elementos de las obras de Gerrit van Honthorst y Rubens, eran especialmente populares entre la clientela napolitana. Los cuadros documentados de Stom no muestran ningún signo de interés por los artistas napolitanos de su época. Es probable que Stom abandonara Nápoles después de que la novedad de su obra se agotara, al no poder o no querer adaptarse.  En 1640 se instaló en Sicilia. Se tiene constancia de su presencia en Palermo, en Sicilia, en 1641, cuando entregó cuadros para las iglesias de Caccamo y Monreale.  Durante su estancia en Sicilia pintó, entre otros, tres cuadros para Antonio Ruffo, el duque de Messina, que era un importante coleccionista de arte italiano, flamenco y holandés.
Varios de sus cuadros se encuentran en colecciones maltesas, lo que indica que Stom tenía mecenas en Malta. Se desconoce si pintó estas obras en este país.  Estuvo presente en el bautismo de sus hijos ilegítimos en Venecia en 1643 y 1645. Dejó Venecia, y los hijos que fueron bautizados allí, al cabo de un par de años. La última referencia escrita que se conserva de Stom trabajando en Sicilia data de 1649. Después, se pierde la pista de su paradero.

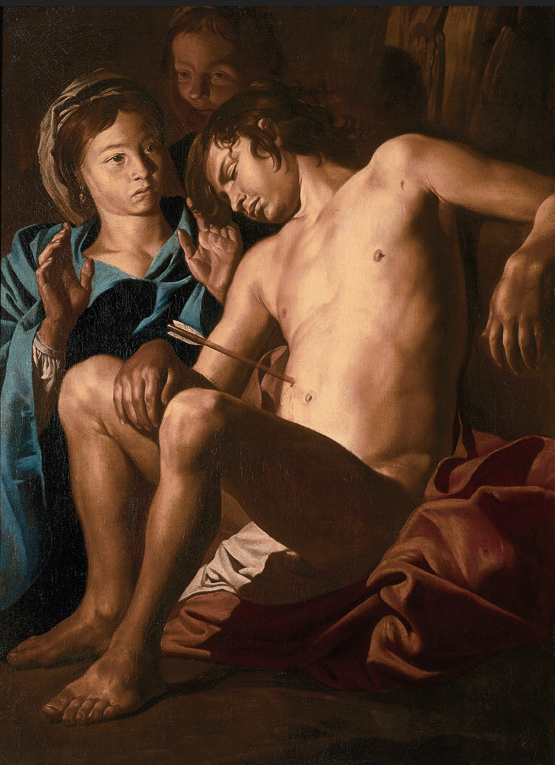
San Sebastián atendido por santa Irene y una esclava, Museo de Bellas Artes de Valencia.

## Obra
Stom pasó la mayor parte de su vida artística en Italia, donde produjo unas 200 obras que se conservan. Su temática es principalmente historias del Nuevo y el Antiguo Testamento, pinturas de santos y, en menor medida, escenas de la historia clásica, mitología y escenas de género.  Stom se cuenta entre los caravaggistas nórdicos más importantes, junto con van Honthorst. Se diferencia de éste por su colorido más cálido y limitado, por lo general en gamas terrosas, y por el predominio de los temas religiosos en su producción, frente a las escenas de género o cotidianas que Honthorst y otros tenebristas solían realizar.
Entre sus obras, se pueden citar Sansón y Dalila (Palacio Barberini de Roma), La adoración de los pastores (Viena, Museo Liechtenstein) y La incredulidad de santo Tomás del Museo del Prado, citada entre las obras salvadas del incendio del Alcázar de Madrid de 1734 como copia de Guercino. En 1772 fue inventariada en el Palacio Real con atribución a Gerrit van Honthorst con la que ingresó en el museo del Prado y mantuvo hasta el catálogo de 1963, en que pasó a estar asignada a Hendrick ter Brugghen. Sin embargo en el catálogo de 1985 se recuperó la atribución a Stom que había hecho en 1923 Schneider, que se mantiene desde entonces y que es aceptada unánimemente por la crítica.
Hay otros ejemplos suyos en el Museo Thyssen-Bornemisza de Madrid (La cena en Emaús), Museo de Bellas Artes de Valencia (San Sebastián atendido por santa Irene y una esclava), Galería Nacional de Irlanda (Dublín) y en el Museo de la Universidad Bob Jones de Greenville (Carolina del Sur).